# Ferdinand Kürnberger
Ferdinand Kürnberger est un écrivain autrichien né le 3 juillet 1821 à Vienne et mort le 14 octobre 1879 à Munich.

## Biographie
Il fut l’un des écrivains les plus influents de la littérature viennoise. Comme Friedrich Nietzsche, il nourrira une réelle aversion pour l’esprit et la culture germaniques. À cause de sa participation à la révolution de 1848, il fuit en Allemagne, à Dresde, mais il y fut tout de même arrêté l’année suivante pour son soutien à la rébellion.

## Postérité
Même s’il s’est fait remarquer lors de sa participation à la Révolution autrichienne de 1848, il ne passera à la postérité que grâce à un autre viennois, Ludwig Wittgenstein, qui reprend Kürnberger pour ouvrir son ouvrage, le Tractatus logico-philosophicus (1921), en lui empruntant une devise qui illustre le propos du philosophe quant à l’indicibilité des choses importantes :

« ……et tout ce que l’on sait, que l’on n’a pas seulement entendu comme un bruissement ou un grondement, se laisse dire en trois mots. »

— Kürnberger, en exergue de Tractatus logico-philosophicus.

## Ouvrages
- (de) Geglaubt und vergessen (1836)
- (de) Der Amerika-Müde, amerikanisches Kulturbild (1855)[3] (version google books)
- (de) Ausgewählte Novellen (1858)
- (de) Literarische Herzenssachen. Reflexionen und Kritiken (1877)
- (de) Das Schloß der Frevel (posthume, 1903)